# Єнікале (мис)
45°20′53″ пн. ш. 36°36′14″ сх. д. / 45.34806° пн. ш. 36.60389° сх. д.
Єнікалє́ (крим. Yeñi Qale, Yeniqala, також Елкє́н-калє́) — мис на північному сході Керченського півострова на території Керченського району (АРК), на березі Керченської протоки Азовського моря у місцевості Єні-Кале. 
Берегова лінія урвиста та штучно закріплена (на сході), полога (на заході). Біля берегів - підводні та надводні камені. На мису розташована фортеця Єні-Кале. Поряд з мисом судноремонтний завод Залів.